# Sawda bint Zama
Sawda bint Zama ou Sawda bint Zamʿa (arabe : سَوْدَة بِنْت زَمْعَة), ( -673) est l'une des femmes du prophète de l'islam Mahomet et possède donc le statut de « Mère des Croyants ». Son nom complet est Sawda bint Zamʿa ibn Qays ibn ʿAbd Shams.

## Biographie traditionnelle
Sawda bint Zam'a faisait partie d'une tribu de Quraych du côté de son père et était liée à Médine du côté de sa mère. Son premier mariage fut avec Sakrān b. 'Amr, un des premiers musulmans. C'est avec ce premier mari qu'elle émigre en Abyssinie. 
Après être revenu à La Mecque, celui-ci, devenu chrétien, meurt et Sawda bint Zamʿa épouse Mahomet à l'âge d'environ 30ans. Ce mariage est daté d'environ 620 ou 631. Khawla bint Hakim arrangea ce mariage dans le but de consoler Mahomet de la mort de Khadija. Il s'agit de la seconde femme de Mahomet même s'il existe un désaccord entre penseurs musulmans pour savoir si Aïcha ne serait pas la deuxième épouse. "En tout cas, Sawda vécut seule avec Mahomet un certain temps puisque Aïcha était trop jeune pour que son mariage soit consommé et resta avec ses parents".
Elle meurt à Médine vers 673-674.

### Episode du divorce potentiel
Il existe peu de traditions sur Sawda bint Zam'a, à la différence d'Aïcha. Un des épisodes les plus connus de sa vie est la volonté de Mahomet de divorcer d'elle. Elle aurait réussi à l'en dissuader en cédant sa journée à Aïcha et en argumentant que son seul désir était d'être sa femme au jour du Jugement. Le verset 127 de la sourate 4 aurait été révélé à cette occasion.